# Office of Naval Material
L'Office of Naval Material (bureau du matériel naval) est un bureau chargé de coordonner toutes les activités d'approvisionnement en matériel de l'US Navy, créé en 1942 et actif jusqu'en 1985

## Directeurs
|    | Chief of Naval Material         | Dates                |
| -- | ------------------------------- | -------------------- |
| 1  | RADM (ADM) Samuel M. Robinson   | 1942-1945            |
| 2  | VADM (ADM) Ben Moreell          | 1946                 |
| 3  | VADM Edward L. Cochrane         | 1947                 |
| 4  | VADM Arthur C. Miles            | 1948-1949            |
| 5  | VADM Edwin D. Foser             | 1950                 |
| 6  | VADM Albert G. Noble            | 1951                 |
| 7  | VADM Charles W. Fox             | 1952-1953            |
| 8  | VADM John Gingrich              | 1954                 |
| 9  | VADM Murray L. Royar            | 1955                 |
| 10 | VADM Edward W. Clexton          | février 1956 - 1960  |
| 11 | VADM George F. Beardsley        | juillet 1960 - 1963  |
| 12 | VADM William A. Schoech         | juillet 1963 - 1965  |
| 13 | VADM (ADM) Ignatius J. Galantin | mars 1965 - 1970     |
| 14 | VADM (ADM) Jackson D. Arnold    | juin 1970 - 1971     |
| 15 | ADM Isaac C. Kidd Jr.           | décembre 1971 - 1975 |
| 16 | ADM Frederick H. Michaelis      | avril 1975 - 1978    |
| 17 | ADM Alfred J. Whittle Jr.       | août 1978 - 1981     |
| 18 | ADM John G. Williams Jr.        | juillet 1981 - 1983  |
| 19 | ADM Steve A. White              | août 1983 - 1985     |